# Джонанг
Джонанг (тиб. ཇོ་ནང་ཇོ་ནང་ Вайлі: jo nang) — традиція тибетського буддизму, заснована в Тибеті Кунпангом Чодже Цондру (1243—1313). Школу іноді розглядають як підшколу Сак'я, однак Джонанг розвивалася як самостійна школа і самі її представники не вважають себе частиною Сак'я.

## Історія Джонанг
Один з учнів Соманатхи, майстер Калачакри Юмо Мікіо Дордже (XI ст.) вважається тибетським родоначальником доктрини Жентонг, виразом сяючої абсолютної природи реальності, яка відображає третій «поворот колеса» Будди Шак'ямуні. Ці погляди, поряд з практикою Калачакра-тантри, пізніше стали характерною рисою Школи Джонанг. Потім, у 1294 Кунпанг Чодже Цондру (1243—1313) заснував Монастир Пунтсок Чойлінг у місці по імені «Джомонанг», у Цанзі. З того часу духовна традиція, пов'язана з тим місцем, стала згадуватися як «Джонанг», і ті, хто дотримується методів, збережених і переданих у тому місці були відомі як послідовники лінії «Джонанг».
Далі продовжувачами традиції стали великі майстри Чангсем Г'ялву Еше, Йонтен Г'ялтсо і Долпопа Шераб Г'ялцен. Протягом вісімдесяти років, що послідували за смертю Долпопи, його досвід широко поширився і став відомий як доктрина «жентонг». Жентонг Долпопи не був єдиним у Тибеті: поряд з ним, існував Жентонг його сучасника — Третього Кармапи Рангджунг Дордже. Якщо Жентонг Долпопи заперечує порожнечу від самобуття на абсолютному рівні, обмежуючи її тільки відносним — то Жентонг Рангджунг Дордже визнає порожнечу від самобуття на абсолютному рівні, а не тільки лише на відносному.
Долпопа заперечував пустоту «від самобуття» на абсолютному рівні, вважаючи абсолютне порожнім лише «від іншого»:

Великі Колесничі, що поклали початок Традиції. Вони безпомилкові і володіють всіма найвищими достоїнствами. У їх традиції не все є порожнім від себе. Чітко відокремивши те, що порожньо собою, від того, що порожньо іншим, вони говорили лише, що все, що є поверхневою реальністю, порожньо від себе, а те, що є абсолютним, то пусто від іншого.

Третій Кармапа Рангджунг Дордже поєднував ці два типи порожнечі на абсолютному рівні:

Абсолютне ж — це пустотність власної природи, яка пояснюється як вісімнадцять таких порожнистостей як порожнистість внутрішнього і т. д., тоді як справжнє виражається як самовиникаюче початкове усвідомлення без подвійності сприйманого і сприймаючого, також існуче як абсолютне.
На початку XV ст., Чже Цонкапа (1357—1419) і традиція Гелуг почали домінувати і впливати на світську владу в Центральному Тибеті за підтримки монгольських ханів. Внаслідок цього доктрина Жентонг у трактуванні Долпопи стала піддаватися нападкам через суперечності філософських доктрин (школа Гелуг дотримувалася порожнечі від самобуття на абсолютному рівні: точно так само, як Жентонг Каг'ю та Ньїнгма). Хоча критика школи Джонанг продовжувала зростати, наявність містичних лідерів, таких як Кунга Дролчок (1507—1566), який зібрав «Сто вісім Сутнісних Інструкцій Посібника Джонанг», і триваюча підтримка правителів Центрального Тибету, забезпечили процвітання традиції Джонанг у той час.
Процвітання традиції Джонанг продовжилося через наступника Кунги Дролчока — Таранатху (1575—1635), який був шістнадцятим і останнім великим настоятелем Монастиря Джонанг Пунцог Чойлінг, і автором найясніших коментарів про методи стадії завершення Калачакри і погляди Жентонга, засновником монастиря Тактен Пунцог Чойлінг.
Боротьба за владу в Тибеті втягнула у свою орбіту монголів-буддистів. Політичними противниками виявилися, з одного боку, прихильники шкіл Карма-каг'ю — а з іншого боку, Гелугпа. Перші спиралися на сили халхаського Цокту-тайджі, а другі на джунгарського хошута Гуші-хана. Монголи, яких відправив в Тибет Цокту-тайджі на чолі зі своїм сином Арсланом для ліквідації школи Гелуг стали на сторону правлячої теократії, що зумовило перемогу Гелуг. У боротьбі за політичну владу школа Джонанг підтримувала прихильників Карма-каг'ю, виступаючи проти правлячої в Тибеті теократії, і розділила разом з ними поразку.
Із зміцненням влади в Тибеті школи Гелуг за підтримки монгольських військ політичний і територіальний вплив школи Джонанг почав зменшуватися. У середині XVII століття монгольська армія Гуші-хана вторглася в Центральний Тибет, розгромила тибетських правителів У-Цанга і звела на престол Далай-ламу V (1617—1682). У 1650, Далай-лама V заборонив вчення Жентонг версії Долпопи з Таранатхою та друкування текстів Джонанг у Тибеті, звинувативши Джонанг у підміні буддійського вчення індуїстським. Тоді, у 1658, Далай-лама V перетворив монастир Джонанг Пунцог Чойлінг у монастир лінії Гелуг (яким він і залишався аж до передачі Богдо-хану в Індії). Це офіційно ознаменувало занепад школи Джонанг у Центральному Тибеті. Одним із приводів було відмінність у філософських доктринах шкіл Джонанг і Гелуг. Доктрина Жентонг виявилася близькою філософським поглядам буддистів Китаю (школа Чань) і Японії (школа Дзен): але є дві різні версії Жентонг. Філософія Гелуг, точно так само як Жентонг шкіл Каг'ю і Ньїнґма, визнає на абсолютному рівні (а не тільки лише на відносному) порожнечу від самобуття — в той час, як Жентонг Долпопи з Таранатхою заперечує порожнечу від самобуття на абсолютному рівні, зводячи її виключно до рівня відносного.
У той час як сфера політичного та військового впливу Гелуг простягалася до кордонів Центрального Тибету, провінція Амдо і східний Тибет (Кхам) виявилися незачепленими. Тут, у віддалених районах Нгава та Сертар в Амдо, послідовники Джонанг знайшли притулок. Ще з XV століття, з заснування монастиря Чодже майстром Рінчен Палом (1350— 1435) при патронажі імператорів китайської Династії Мін, традиція Джонанг міцно влаштувалася в цій великій сільській місцевості Амдо. До середини XVI століття Джонанг об'єднала свої чернечі комплекси навколо області Цзамтанг в Амдо, посиливши свій вплив до ступеня, що вони стали місцевими імператорськими регентами. Ця ізольована область під час XVII століття стала основним місцем, де лінія Джонанг рятувалася від переслідувань, облаштовуючи монастирі і передаючи вчення Жентонг і Калачакра-тантру.
В кінці XIX століття майстри руху Риме Джамгон Конгтрул (1813—1899) і Джам'янг Кхенце Вангпо (1820—1892), розпочали свою діяльність у Східному Тибеті. Листи цих фігур, включаючи сутнісні настанови від живих духовних традицій Тибету, під назвою «П'ять Скарбів Конгтрула», знову розпалили інтерес до традиції Джонанг та літератури про доктрину Жентонг.
При цьому, Джамгон Конгтрул приписував Долпопі Жентонг Третього Кармапи Рангджунг Дордже, який навчав порожнечі від самобуття на абсолютному рівні — у той час, коли історичний Долпопа порожнечу від самобуття на абсолютному рівні заперечував, редукуючи до відносного рівня. Жентонг Джамгон Конгтрула — традиція Каг'ю та Ньїнгма, а не Джонанг (в Тибеті побутували дві різні версії Жентонг).

## Особливості традиції Джонанг
Школа Джонангпа є єдиною з тибетських шкіл, де практика Калачакра-тантри є основною. При цьому, традиція Джонанг не є єдиним провідником практик стадії завершення Калачакри: стадія завершення Калачакри практикується в Гелуг. Також Джонанг відома як розповсюджувач поглядів Жентонг у версії Долпопи з Таранатхою. Особливістю цієї філософської доктрини є заперечення порожнечі від самобуття на абсолютному рівні, оскільки саме так розуміли Татхагатагарбху Долпопа з Таранатхою.

## Видатні вчителі традиції Джонанг

### Долпопа Шераб Г'ялцен
Долпопа був одним з найвпливовіших буддійських майстрів Тибету. Ставши спочатку важливим вченим традиції Сак'я, він перебрався в монастир Джонанг, де став четвертим головою цього монастирського комплексу і побудував там монументальну ступу. Власне, Долпопа і є тим, хто сформулював доктрину Жентонг. Його інтерпретації Махаяни і Ваджраяни викликали дискусії, що тривали майже 700 років.

### Джецун Таранатха
Таранатха народився в 1575 році в окрузі Дронг провінції У-Цанг (тиб. gtsang) у Західному Тибеті. Згідно з розповідями про його життя, Кхенчен Лунгріг Г'ямцо визнав його в ранньому віці переродженням К'юнга Дролчога, визначного вчителя традиції Джонанг. Його перепровадили в місцевий монастир для отримання освіти. З часом він влаштувався в Джомонанзі — монастирському центрі Джонанг в У-Цанзі.

## Традиція Джонанг сьогодні
У 1960-ті роки, під час Культурної революції в КНР, багато хто з великих майстрів лінії були змушені покинути монастирі, і втікати до Амдо, де вони блукали як кочівники або знаходили притулок у печерах. Два наступних десятиліття послідовники школи жили бездомними на власній батьківщині і збиралися разом лише на літні затвори. Після закінчення Культурної революції, ченці Джонангпи почали повертатися у свої монастирі, де відновили і відродили свою унікальну духовну традицію. Після того, як китайська влада відкрили доступ іноземцям у деякі райони стародавнього Тибету (сучасні провінції Сичуань і Цінхай), в ізольованих областях було виявлено не менше 40 монастирів, що належать школі Джонанг, включаючи головний монастир по імені Цангва, розташований у повіті Цзамтанг провінції Сичуань.
Оскільки книги Долпопи були заборонені в XVII столітті, вони стали надзвичайно рідкісними. У 1970-ті та 1980-ті роки деякі з них були знову відкриті і перевидані. (Американська Бібліотека Конгресу тепер має повний набір Зібрання творів Долпопи, які були перевидані в Делі в 1992.)
Вчення Калачакри з часів засновника школи, Цонкапи, є важливою частиною традиції Гелугпа. Цонкап не взяв коментар Таранатхи на практику Калачакри, написавши власний. Його Святість, діючий XIV Далай-Лама, активно дає посвяту в Калачакра-тантру. Більше того, зараз, коли під керівництвом Далай-лами XIV йде консолідація всіх шкіл тибетського буддизму, проводиться всіляке сприяння появі цієї традиції за межами Тибету. Так, Його Святість Далай-лама XIV подарував главі лінії Його Святості Богдо-геген IX Халха Джецун Дамбі Рінпоче перший за межами Тибету монастир Джонанг, на схилі гори в м. Шімла, столиці індійського штату Гімачал-Прадеш. Монастир був названий на честь монастиря Джонанг Пунцог Чойлінг, побудованого колись Таранатхою, перетвореного в 1658 Далай-ламою V у монастир лінії Гелуг, а пізніше зруйнованого під час Культурної революції. У відтвореному монастирі зараз живуть більше п'ятдесяти молодих ченців.
В даний час монастирі школи Джонанг існують не тільки в Тибеті, але і в Індії, Непалі, на острові Тайвань і в США.